# Landkreis Bad Dürkheim
Landkreis Bad Dürkheim är ett distrikt (Landkreis) i södra delen av det tyska förbundslandet Rheinland-Pfalz. Distriktet tillhör storstadsområdet Rhen-Neckar och har cirka 135 000 invånare.